# 酒保
酒保（しゅほ）とは、軍隊の駐屯地（兵営）・施設・艦船内等に設けられ、主に軍人軍属たる下士官兵や同相当官を対象に主に日用品・嗜好品を安価で提供していた売店。本項では主に日本における酒保について詳述する。自衛隊においては、米軍の慣例からPXという名称が使われる場合がある。

## 概要
フランス語で「Cantine」、ドイツ語で「Feldschenke」「Soldatenschenke」であり、つまり「兵隊酒屋」くらいの意で、洋式陸軍制度採用の時に帝国陸軍がこれを「酒保」と翻訳したのが語源である。
通例、原則として軍隊の自営であったが、部隊の長は一部受託販売ないし厳選された商人および軍属とした契約商人に請負販売させることが、また部隊長は酒保に装飾を施し新聞・図書・雑誌ならびに娯楽、運動器具などを備え付けることができた。海軍においては各艦艇、各陸上部隊に設けられた。訓練や演習などで衛戍地を一時離れ駐屯するときは、必要に応じ酒保を携行または商人を指定し臨時に開設した。この意味を援用して出征の時も酒保が随行するのを野戦酒保といった。将兵からは酒保の従業員や商品もひとくくりに「酒保」と呼ばれた。
なお、軍隊ではこれら酒保における「販売品」とは別に、「加給品」などと称し日用品・嗜好品が定期的に各自に無料配給されている。

## 日本軍
帝国陸軍における酒保の定義は「酒保ハ営内居住者ニ質素ニシテ品質良好且廉価ナル日用品及び飲食物等ヲ販売スル所ナリ」。酒保の運営は連隊本部といった部隊本部の隷下である酒保委員（部隊の経理を掌る経理部主計将兵で構成）が自身で行うシステムで、従業員はその部隊の兵員を「使役」という形で指名抽出するか、委託した契約業者（出入業者）の商人を使用し、酒保委員の主計将兵がこれを監督した。飲食物類は品質検査のために定期的に酒保委員が試食を行うとともに、通常の兵食と同様に食中毒予防のため各種のサンプルを「検査食格納箱（酒保内部にある）」に24時間の保管が義務付けられていた。
陸軍士官学校・陸軍航空士官学校・陸軍予科士官学校・陸軍経理学校・陸軍幼年学校・陸軍少年飛行兵学校・陸軍少年戦車兵学校といった軍学校においても酒保は設置され、特定営業日に開かれ生徒ないし学生が利用した。
販売品の飲食は下士官は下士官集会所にて（酒保の上階に設けられている場合もある）、兵は後述の酒保庭園を含む酒保内にて行うことと規定されている。学校の場合は概ね生徒集会所に酒保は設けられ、飲食も同所で行う。
帝国陸軍の酒保建物の形態は概ね民間の店舗に準ずるが、運営は各部隊が独自に行うため部隊によっては内装・調度品といった設備に差はあり、簡易な長机・長椅子で兵営と特に変わらない殺風景なものから、瀟洒なデザインの机・椅子に茶給湯機や観葉植物を配し装飾を各部に施したカフェ風のものなど千差万別であった。また、酒保によっては屋外併設の中庭スタイルな酒保庭園が設けられていることもあり、晴天時は花や樹木に囲まれた庭園で兵は飲食することもあった。
海軍の場合実戦に際しては、艦長の判断で酒保を開放し、無料で兵士に飲食を認めることがあった。

### 主要品目・メニュー
以下は昭和期の帝国陸軍における酒保の主要販売品目・メニュー。
- 日用品（手拭・タオル・ハンカチ・塵紙・裁縫道具、等）
  - 衛生用品（石鹸・洗濯石鹸・歯ブラシ・歯磨粉・安全剃刀・仁丹・便所用巻紙・星秘膏・サック[2]、等）
  - 文具類（鉛筆・色鉛筆・ペン・筆・インク・墨汁・消ゴム・葉書・便箋・封筒・ノート・半紙、等）
  - 小物（貴重品袋・石鹸入れ・歯ブラシ入れ・風呂敷）
  - 衣類（各種シャツ・袴下（ステテコ）・褌・猿又・軍手袋・軍靴下、等）
- 軽食・つまみ（うどん・そば・おでん・すいとん・豚汁・稲荷寿司・味付海苔・佃煮・漬物・肉/魚缶詰類、等）
- 菓子・甘味品（アンパン・キャラメル・チョコレート・ドーナツ・羊羹・饅頭・大福・ぼたもち・汁粉・飴・煎餅・あられ・豆菓子・果物缶詰類、等）
- 飲料（ラムネ/サイダー・カルピス・どりこの・蜜柑水・ミルク・コーヒー・茶、等）
  - 酒（ビール・日本酒・ウイスキー・焼酎、等）
- 軍用たばこ
- 旗（日章旗・旭日旗）
- 各種記念品（部隊や演習や軍旗祭の絵葉書・記念品、等）

等

### 野戦酒保規程
以下は帝国陸軍における昭和12年（1937年）9月29日改正の『野戦酒保規程』（抜粋）。
第一条　野戦酒保ハ戦地又ハ事変地ニ於テ軍人、軍属其ノ他特ニ従軍ヲ許サレタル者ニ必要ナル日用品、飲食物等ヲ正確且廉価ニ販売スルヲ目的トス

　野戦酒保ニ於テハ前項ノ外必要アル慰安施設ヲナスコトヲ得

第三条　野戦酒保ハ所要ニ準ジ高等司令部、聯隊、大隊、病院及編制定員五百名以上ノ部隊ニ之ヲ設置ス

　（2項以下略）

第六条　野戦酒保ノ経営ハ自営ニ依ルモノトス但シ已ムヲ得ザル場合（一部ノ飲食物等ノ販売ヲ除ク）ハ所管長官ノ認可ヲ受ケ請負ニ依ルコトヲ得

　平時ノ衛戍地ヨリ伴行スル酒保請負人ハ軍属トシテ取扱ヒ一定ノ服装ヲ為サシムルモノトス但シ其ノ人員ハ歩兵、野砲兵及山砲兵聯隊ニ在リテハ三名以内、其ノ他ノ部隊ニ在リテハ二名以内トス

## 自衛隊とアメリカ軍
自衛隊においては、創設当初はアメリカ軍の基地内の売店PX  (Post exchange)が使用され、陸上自衛隊および防衛大学校では同種の施設をPXと呼ぶ。PXとは米軍売店の中でZIPコードを割り当てられ軍事郵便局（Army Post Office、Fleet Post Office）になっているものを指す。
海上自衛隊の艦船内の物品販売設備は「酒保」と呼ばれている。ただし、艦内での酒の飲用を認めた英海軍をモデルとした旧海軍と異なり、海上自衛隊は航海中のアルコールの飲酒を禁じた米海軍の規範を採用し、アルコール類の販売は行っていない。
その他の売店は、陸軍および空軍の基地では BX (Base exchange) と呼ばれ、海軍の場合は NEX (Navy Exchange)、海兵隊の場合はMCX (Marine Corps Exchange) と呼ばれる。自衛隊では士官に限らず曹士向けにも制服、作業服、長短靴、階級章やその他記章など官給品に類似したものが販売されている。

## 酒保が描写された作品
- のらくろ
- 坂の上の雲
- 図々しい奴
- 売国機関